# Kato Mitrousi
Kato Mitrousi (in greco Καπετάν Μητρούσι?) è un ex comune della Grecia nella periferia della Macedonia Centrale (unità periferica di Serres) con 6 402 abitanti secondo i dati del censimento 2001.
È stato soppresso a seguito della riforma amministrativa, detta Programma Callicrate, in vigore dal gennaio 2011 ed è ora compreso nel comune di Serres.

## Località
Mitrousi è suddiviso nelle seguenti comunità (popolazione al 2001):
- Provatas (pop. 1.344)
- Mitroúsi (pop. 1.569)
- Anagénnisis (990)
- Áno Kamíla (746)
- Vamvakiá (700)
- Káto Mitroúsi (655)
- Monokklisiá (398).